# Брязова (Тіміш)
Брязова (рум. Breazova) — село у повіті Тіміш в Румунії. Входить до складу комуни Марджина.
Село розташоване на відстані 337 км на північний захід від Бухареста, 82 км на схід від Тімішоари, 145 км на південний захід від Клуж-Напоки.

## Населення
За даними перепису населення 2002 року у селі проживали 259 осіб.
Національний склад населення села:
| Національність | Кількість осіб | Відсоток |
| -------------- | -------------- | -------- |
| румуни         | 234            | 90,3%    |
| українці       | 21             | 8,1%     |

Рідною мовою назвали:
| Мова       | Кількість осіб | Відсоток |
| ---------- | -------------- | -------- |
| румунська  | 234            | 90,3%    |
| українська | 21             | 8,1%     |